# Egernsundbroen
Egernsundbroen er en lavbro med broklapper, som fører sekundærrute 401 over Egernsund. Broen forbinder Alnor på Sundeved med Egernsund på Broager Land i Sønderjylland.
- Længde: 238 meter
- Bredde: 19,6 meter
- Gennemsejlingshøjde: 4,8 meter (kan åbnes)
- Gennemsejlingsbredde: 25 meter
- Byggeperiode: 1965 – 1968
- Indvielsesdato: 19. juni 1968
- Bilspor: 4
- Togspor: ingen
- Cykelstier: 2
- Fortove: 2

## Forhistorien
Egernsund har i århundreder været et trafikalt knudepunkt. De mange teglværker omkring Nybøl Nor leverede teglsten til byggerier vidt omkring. Også overgangen over Egernsund har været brugt længe. Fra begyndelsen af 1700-tallet har der således været drevet færgefart over det smalle sund, hvorved rejsende slap for hele turen rundt om Nybøl Nor. Fra 1927 var der indsat en kædefærge.
Indtil Egernsundbroens indvielse 19. juni 1968 blev overfarten betjent af kædefærgen "Egernsund". Færgen var bygget 1926 af Brdr. Rhode, Toft. Den 52 fod lange og 20 fod brede træfærge trak sig frem og tilbage langs en kæde i færgens centerlinie.
Fra 1937 arbejdedes der lokalt med planerne om at bygge en bro over Egernsund, og fra såvel Gråsten som Egernsund blev der med korte mellemrum taget kontakt til Ministeriet for offentlige Arbejder. I marts 1953 blev der sendt en skrivelse til amtsråd, sogneråd og lokale folketingsmedlemmer hvor den aktuelle situation og ønskerne om en broforbindelse blev beskrevet.
Den 19. november 1956 blev det på et møde på Alnor kro, hvor bl.a. deltog ministeren for offentlige arbejder, Kai Lindberg, besluttet at gå videre med broprojekt et. Efter at projektet var blevet behandlet af bl.a. vejdirektoratet og fredningsmyndighederne blev projektet godkendt i juli 1961. Efter revision i 1962-1963 meddelte ministeriet i slutningen af 1963 at byggeriet kunne indledes i 1964. Efter licitation den 3. februar 1965 blev arbejdet overdraget til Monberg & Thorsen A/S og Århus Maskinfabrik, hvorefter det blev igangsat i begyndelsen af maj 1965.
Under anlæggelsen fandt man rester af en stammebåd fra omkring år 30 samt en pram fra den tidlige middelalder, der i dag er kendt som Egernsund-prammen. Der er siden lavet en rekonstruktion af prammen, som kan ses på Middelaldercentret ved Nykøbing Falster.
Indvielsen af broen blev foretaget af prinsesse Benedikte den 19. juni 1968.

## Broen
Broen har en længde på 238 meter. Den er firesporet med fortov i hver side, hvilket giver den en bredde på 19,6 meter. Broen har to klapper, som når de åbnes giver en gennemsejlingsbredde på 25 meter.
I tidens løb er der sket en kraftig stigning i trafikken på broen. I 1970 var der en årsdøgntrafik på 4.300 køretøjer. I 1998 var den steget til 10.800, og i 2008 til 11.400
Der er også en livlig skibstrafik mellem Nybøl Nor og Flensborg Fjord især i sommermånederne – også selv om der ikke længere er en Spritrute fra Gråsten. Broen åbnes hver hele time i tidsrummet 6.30 – 22, dog ikke hvis vinden er over 18 m/s. Tidspunktet for næste broåbning kan ses på et display på broens sider. 
Om vinteren er broen døgnbemandet, idet det er herfra Vejdirektoratet styrer vinterberedskabet for hele Sønderjylland. Broens personale står således for alarmering af vognmænd og kommunale vejvæsener, når vejene skal saltes.

## Eksterne kilder
- Litteraturliste Danmarks Vej- og Bromuseum Arkiveret 29. september 2007 hos  Wayback Machine
- Egernsundbroen Arkiveret 15. februar 2005 hos  Wayback Machine

54°54′25.8″N 9°35′57.1″Ø / 54.907167°N 9.599194°Ø